# Nomada lehighensis
Nomada lehighensis är en biart som beskrevs av Cockerell 1903. Nomada lehighensis ingår i släktet gökbin, och familjen långtungebin. Inga underarter finns listade i Catalogue of Life.